# 阿爾薩斯-洛林共和國
阿爾薩斯-洛林共和國（德語：Räterepublik Elsaß-Lothringen），又称阿爾薩斯-洛林苏维埃共和國（法語：République Soviétique d'Alsace-Lorraine），是第一次世界大战後短暫存在的蘇維埃共和國，第一次世界大戰結束時在前德意志帝國的領地阿爾薩斯-洛林成立。
在1918年初，憂鬱情緒在德軍的阿爾薩斯籍士兵中蔓延。1918年5月12日，阿爾薩斯軍隊在貝弗盧軍營（Beverloo Camp）發生了兵變。
1918年10月，日德蘭海戰後，德軍的水面艦艇大部分仍留在港口，而海軍被命令離開港口與強大的英國皇家海軍作戰。海軍部隊拒絕服從這一命令，隨後水手們在基爾發生了兵變。叛變分子接管了主要的軍事港口，工人和工會迅速加入進來。革命在德國迅速蔓延，並在幾天內推翻了君主制。當時，約有15,000名阿爾薩斯人和洛林人加入了帝國海軍，他們中的一些人參加了這場起義。他們隨後在家鄉組織革命運動。

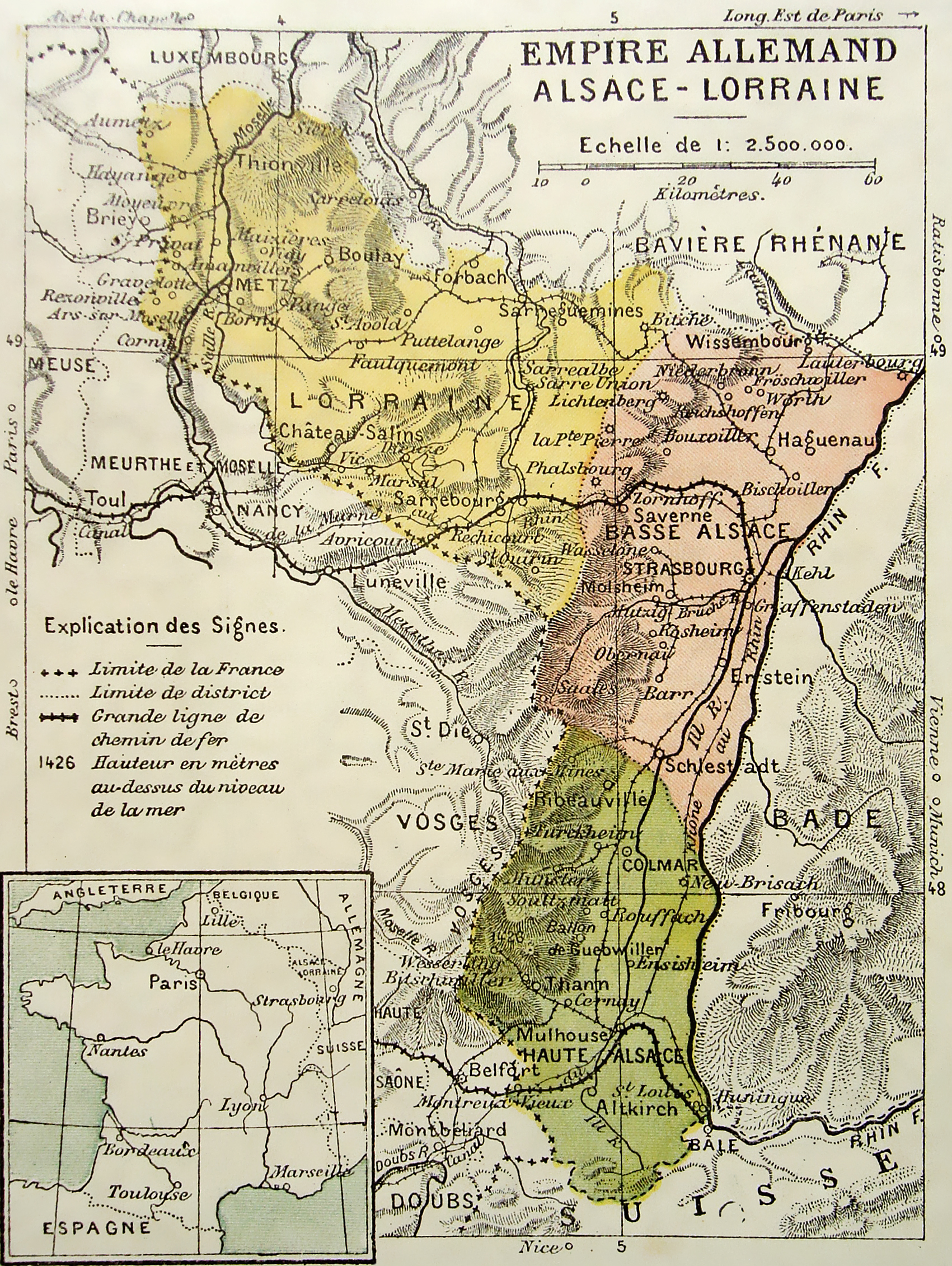
德意志帝國時期的帝國直轄領阿爾薩斯-洛林

11月8日，巴伐利亞蘇維埃共和國成立的公告在阿爾薩斯省首府斯特拉斯堡宣讀。受此啟發，成千上萬的示威者在斯特拉斯堡的中心克勒貝爾廣場集會，迎接第一批從德國北部返回的起義分子。起義人員控制的一列火車在德國西南邊境小城凱爾的橋上被封鎖，一位保皇派指揮官下令向火車上開槍，這導致了一名叛亂分子被殺，但他的同伴不久控制了凱爾。從斯特拉斯堡開始，革命席捲了阿爾薩斯和洛林，在阿格諾、米盧斯、塞萊斯塔、梅斯和其他城市也建立了類似的蘇維埃組織。
1918年11月10日叛亂的水手成立了斯特拉斯堡士兵委員會，並控制了這座城市。隨後成立了一個由工人和士兵組成的委員會，由啤酒工人工會的領導人主持。紅旗飄揚在整個城市，包括大教堂的尖頂上。委員會宣布大赦，並宣布新聞自由，工廠的工人們紛紛罷工，要求更高的工資。當地蘇維埃通過了反對工廠主的法令，以此提高了工資。斯特拉斯堡社會民主黨的領導人雅克·佩洛特隨後要求法國派遣部隊來恢復秩序。
11天后，法國占領並接管了阿爾薩斯-洛林。 1918年11月22日，法國士兵在亨利·古勞德將軍的指揮下進入了斯特拉斯堡郊區，以武力終止了罷工，並逮捕了煽動者。斯特拉斯堡和米盧斯的名為11月22日路（Rue du 22 novembre）的街道便是為了紀念此次阿爾薩斯-洛林重返法國。